# غضروف ضلعي
الغضروف الضلعي (بالإنجليزية: Costal cartilage)‏ هي أشرطة من الغضاريف الشفافة (زجاجية) موجودة في أضلاع القفص الصدري، تعمل على إطالة الأضلاع ومرونة جدران القفص الصدري. وتوجد في نهاية الأضلاع الأمامية عند ارتباطها مع عظمة القص.

## الاختلافات من الأضلاع 1 إلى 12
الأزواج السبعة الأولى من الأضلاع تقترن مع عظم القص ، و لكل من الثلاثة أضلاع التالية مفصل مع الحافة السفلية لغضروف الضلع السابق، وآخر ضلعين لهما نهايات ناتئة تنتهي في جدار البطن. ومثل الأضلاع، تختلف الغضاريف الضلعية في الطول، والعرض، والاتجاه:
1. الطول: تتزايد أطوال الغضاريف الضلعية من الأول إلى السابع، ثم تقل الأطوال تدريجيا حتى الصف الثاني عشر.
2. العرض: عرض الغضاريف الضلعية وكذلك المسافات بينهم يتضائل من الضلع الأول إلى الأخير. فهي واسعة عند التحامها مع الأضلاع، وتتناقص تدريجيا نحو أطرافهم القصية باستثناء الضلعين الغضروفيين الأول والثاني اللذان يظلان على نفس اتساعهما. كذلك الأضلاع الغضروفية السادسة، والسابعة، والثامنة، التي يزداد عرض حوافهم في مناطق التماس.
3. الاتجاه: وهي تختلف أيضا في الاتجاه فالأول ينحدر قليلا، والثاني أفقي، والثالث يصعد قليلا، في حين أن باقى الغضاريف الضلعية تأخذ شكلا زاوياً يتبع مسار الضلوع لمسافة قصيرة، ومن ثم صعودا إلى عظم القص أو الغضروف الأعلى منه.

## البناء
لكل غضروف ضلعي: سطحان، وحافتان، وطرفان:

### السطوح
السطح الأمامي مُحدّب، واتجاهه صاعد وإلى الأمام. يلتصق بالضلع الأول الرباط الضلعي الترقوي والعضلة تحت الترقوية. وتلتصق العضلة الصدرية الكبيرة بالأضلاع الستة أو السبعة الأوائل من ناحية أطرافهم القصية. الأضلاع الباقية مغطاة ببعض عضلات البطن المسطحة التي تلتصق جزئيا بتلك الأضلاع.
السطح الخلفي مُقعّر، ويتجه لأسفل وإلى الخلف. يلتصق بالضلع الأول العضلة القصية الدرقية. والأضلاع من الثالث إلى السادس يلتصق في مجموعهم العضلة المستعرضة الصدرية. والضلعين السادس أو السابع إلى العضلة المستعرضة البطنية والحجاب الحاجز.

### الحواف
الحافة العليا للغضروف مقعرة و الحافة السفلى محدبة، ويلتصق عليهما العضلات الوربية الغائرة بين كل غضروف والذي يليه. الحافة العلوية للغضروف السادس يلتصق عليها أيضا العضلة الصدرية الكبيرة.
الحافة السفلية من الغضروف السادس والسابع والثامن والتاسع لها انحناءات تشبه نتوء الكعب (مُؤَخَّرِ القَدَم) عند نقاط أعظم تحدب (انحناءة) ، وأسطح تلك الانحناءات تتسم بوُجَيهاتُ ملساء مستطيلة الشكل، تتمفصل مع الانحناءات الطَفِيفة للحواف العليا للغضروف السابع والثامن والتاسع والعاشر، على الترتيب.

### الأطراف
الطرف الوحشي لكل غضروف متواصل مع النسيج العظمي للضلع الذي ينتمي إليه.
الطرف الإنسي لأول غضروف متواصل مع عظم القص. الأطراف الإنسية للستة غضاريف التالية فيهم استدارة بتقعر بسيط عند الاتصال مع عظم القص.
الأطراف الإنسية للغضروف الثامن والتاسع والعاشر، مستدقة الطرف ويرتبط كل منها مع الغضروف الأعلى منها مباشرة.
الأطراف الإنسية للغضروف الحادي عشر والثاني عشر مستدقة أيضا ولكنها حرة الطرف.
في سن الشيخوخة تكون الغضاريف الضلعية عرضة للتعظّم السطحي.

## صور إضافية

الغضاريف الضلعية مبينة باللون الأحمر.
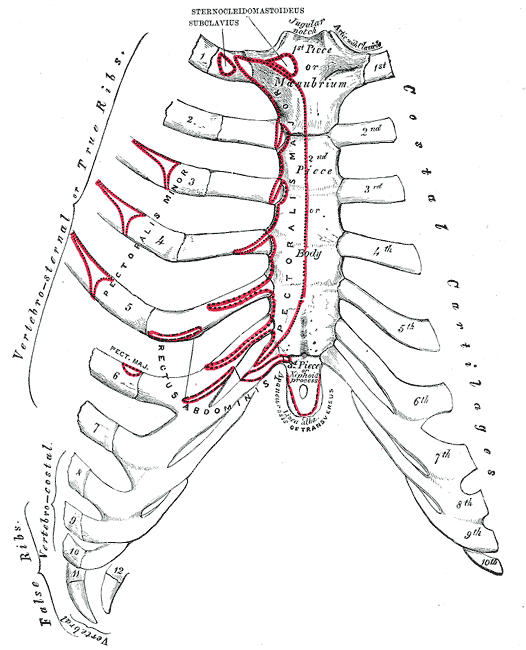
السطح الأمامي من عظم القص والغضاريف الضلعية.